# 韮崎市立韮崎東中学校
韮崎市立韮崎東中学校（にらさきしりつ にらさきひがしちゅうがっこう）は、山梨県韮崎市にある公立中学校。

## 沿革
- 1961年4月 - 穂坂、藤井、新府の3中学校を統合して市立韮崎東中学校発足。（授業は従来通り3教場に分かれて実施）
- 1962年1月 - 本館の起工式を挙行。
- 1963年3月 - 本館工事竣工。4月から3教場を統合し、使用開始。
- 1963年5月 - 校歌を制定。
- 1963年7月 - 特別教室第一期工事竣工。運動場を整備。
- 1963年12月 - 給食室竣工。
- 1964年6月 - 体育館竣工。
- 1965年3月 - 特別教室第二期工事竣工。
- 1970年12月 - 特別教室（彫塑、被服室）二教室の増築工事竣工。
- 1973年4月 - 文部省道徳指導推進校に指定。
- 1979年10月 - 校内テレビ放映・放送施設完備。
- 1981年3月 - 武道館竣工。
- 1981年9月 - 第2、第3理科室の改修工事が竣工。
- 1985年11月 - 学校体育優良校として全国表彰を受ける。
- 1988年2月 - パソコン教室竣工。
- 1992年2月 - 同窓会設立。
- 1999年4月 - 文部省中高一貫教育実践研究校に指定。
- 1999年10月 - 新校舎建築起工式が行われ建築工事開始。
- 2000年12月 - 新校舎完成（1月から授業開始）。新体育館・部室・プール竣工。
- 2002年2月 - グランド改修工事・夜間照明設置工事竣工。
- 2003年10月 - 全国学校給食優良校受賞。
- 2004年4月 - わくわく読書活動推進事業指定校、心をたがやす国語力向上推進事業指定校に指定。
- 2006年4月 - 心に元気をはぐくむ道徳教育推進事業指定校。
- 2008年4月 - 市生涯学習モデル校に指定。
- 2009年4月 - 平成21・22年度に係る「道徳教育実践研究事業」。

## 学校の周辺
- 山梨県立韮崎高等学校

## 交通アクセス
- 中央本線 韮崎駅下車